# 치앙구구
치앙구구(Cyangugu)는 르완다 서부 주에 위치한 도시로, 인구는 19,900명(2002년 기준)이다. 키부호와 접하며 콩고 민주 공화국과 국경을 접하는 지점에 위치한다.